# Имейл маркетинг
Имейл маркетинг е форма на директен маркетинг, при която електронната поща се използва като средство за изпращане на рекламни послания до определена целева група от потребители. Към изпращаните електронни писма могат да се прикрепят файлове с активни препратки, визуални изображения и мултимедия.
Чрез този вид маркетинг компаниите се стремят да поддържат близки контакти с клиентите си и да затвърждават доверието им към себе си. Според честотата на провеждане, кампаниите биват ежедневни, седмични и месечни.
Първият маркетинг имейл бил изпратен през 1978 г.

## Предимства и недостатъци
Предимствата на имейл маркетинга са, че той е
- евтин за реализация,
- интерактивен е,
- резултатът при него е почти моментален, като едно съобщение се изпраща до много клиенти наведнъж,
- и не е нужно клиентите да откриват сами уебсайта на организацията и информация за нея, а им се предоставя наготово.

Много компании използват имейл маркетинга, за да общуват с реалните си клиенти, но много други се опитват да привличат по този начин потенциални клиенти, изпращайки в големи количества нежелана електронна поща, по-известна като спам. От съществено значение за различаването между имейл маркетинг и спам е дали получателите са заявили желанието си да получават съобщения от съответната компания и сами са ѝ предоставили адреса на електронната си поща, или компанията е придобила тези данни от трета страна, без желанието и съгласието на получателите.

## Форми на имейл маркетинг
Формите за имейл маркетинг могат да се класифицират в няколко типа, които засягат различна степен на облъчване и таргетиране на потребители, оформяне на кампанията и комуникиране на рекламното послание:
- Мейлинг кампании – директно изпращане на рекламен имейл до група от потребители, които обикновено са дали своето съгласие да получават рекламни съобщение на своята електронна поща. Това обикновено става, чрез форма за записване в уебсайт или друг начин. Изпратените по този начин рекламни имейл съобщения съдържат рекламен текст и/или графични елементи и линкове, като обикновено промотират продукт или услуга.

Изпращането на непоискани имейл съобщения може да се дефинира като спам. В България има и регистър на електронни адреси на юридически лица, които не желаят да получават непоискани търговски съобщения. Този регистър се поддържа от Комисия за защита на потребителите (КЗП).
- Текстов линк в изходяща поща – някои уеббазирани имейл услуги или мейл платформи, предлагат възможността за прикрепяне на рекламен линк (връзка) и текст в съществуваща кореспонденция между потребители. Това се прави софтуерно при определени параметри. Обикновено този линк е след основното съобщение и е маркиран като реклама.
- Автоматичен отговор на електронни писма – [2] – друг вариант за имейл маркетинг е настройката за автоматичен отговор на някои мейл клиенти. При нея, освен стандартния текст, касаещ потребителят, би могло да се приложи и рекламно послание или връзка.

При всеки един от случаите, в зависимост от платформата, чрез която се изпращат директни мейлинг кампании или се вграждат рекламни послания в съществуващи имейл съобщения е възможност от една страна за таргетиране по ралзични параметри, а от друга страна възможност за отчитане на резултатите от кампанията под формата на статистика, графики.

## Софтуер за имейл маркетинг
За нуждите на имейл маркетинга се използва специализиран софтуер за създаване и изпращане на електронни бюлетини, рекламни материали или документи, който спомага за осъществяване на ефективна кампания и проследяване на развитието ѝ във времето. Софтуерните приложения за имейл маркетинг притежават редица функционалности, които помагат за проектирането на атрактивен имейл. Изискване към тях са да предоставят на потребителите възможност за генериране на голям обем стойностни доклади (отчети), които да съдържат данни за успеха на кампанията.